# Wilhelm Otto Bentzon
Wilhelm Otto Bentzon (14. januar 1842 i Gladsaxe – 1. november 1921 på Frederiksberg) var en dansk litograf.
Hans forældre var cand.phil., skolebestyrer Anton Theophilius Theodor Bentzon (død 1884) og Johanne Helene Mauritzen. For at uddanne sig til litograf besøgte han Kunstakademiet fra 1858 til udgangen af 1865, efter at han i 1863 var blevet elev af modelskolen. Han var siden sysselsat som litograf hos Hoffensberg, (Jespersen) og Fr. Trap og udførte der bl.a. nogle blade til Danske Mindesmærker, indre udsigter til Roskilde Domkirke og Hellig tre Kongers Kapel. Han er repræsenteret i Den Kongelige Kobberstiksamling og på Det Kongelige Bibliotek.
Han døde ugift og er begravet på Solbjerg Parkkirkegård.

## Værker
Litografier:
- Forår (efter Godtfred Rump til Foreningen Fremtidens lotteri)
- Efterår (efter Godtfred Rump til samme)
- Droskekuskens middag (efter Erik Henningsen)
- Fra skrænten ved Louisiana med Rasmus Jensens bådebyggeri (1871)

Farvelitografier:
- Det ene fornødne (efter altertavle af Anton Dorph)
- Illustrationer til: Ludvig Fenger, Dorische Polykromie, 1886.
- Flere illustrationer til: Danske Mindesmærker
- Desuden forskellige videnskabelige plancher
- Mange portrætter 1877-84, flere efter fotografi. Bl.a. af Philip Julius Bornemann
- Arkitekturtegninger efter Ludvig Fenger, Anton Dorph og Heinrich Hansen